# Jerzy Kraska
Jerzy Adam Kraska, född den 24 december 1951 i Płock, Polen, är en polsk fotbollsspelare som tog OS-guld i fotbollsturneringen vid de olympiska sommarspelen 1972 i München.